# Cuajimalpa de Morelos
La alcaldía de Cuajimalpa de Morelos ( escuchar) es una de las dieciséis demarcaciones territoriales que conforman la Ciudad de México. Cuajimalpa de Morelos se ubica al poniente de la capital mexicana. Para el 2020 contaba con una población de 217,686 habitantes. De este total, el 52.2% eran mujeres y el 47.8% hombres.  En comparación con el censo de 2010, cuando la población era de 186,391 personas, se observa un incremento significativo en la última década. 

## Toponimia
El nombre de la alcaldía proviene del náhuatl y significa "sobre las astillas de madera", "lugar en donde se labra o talla madera". El actual nombre viene de la palabra náhuatl cuauhxīmalpan que se compone de cuahu (i)-tl, que significa árbol o madera; con el verbo transitivo xīma (xīmal-li), que con complemento de cosa, expresa el concepto de carpintear, labrar o pulir, seguida de una l formativa y de la preposición locativa -pan su acepción siendo "encima", "sobre", "en". Así con los dos primeros elementos se forma cuauhxīmal-li, acepilladura o astilla pequeña que, en composición, pierde el sufijo formulativo li (aféresis de tli, perdida la t por hallarse entre dos eles) y con la posposición que viene a significar "sobre las astillas de madera" y designa el lugar donde esta se labra.
El glifo de Cuajimalpa está formado por un árbol de tres ramas, derribado en el piso, con tres astillas triangulares que simbolizan su labranza. A lo largo del tronco aparece clavada un hacha de cobre de manufactura tepaneca. Su topónimo existía ya en 1490 y las 371 poblaciones que rendían tributo a Moctezuma Xocoyotzin, último tlatoani de los mexicas, se identificaban con este topónimo y, así quedó dibujado en el Códice Mendocino.

## Historia

### Orígenes
Entre los años 1000 y 1521, los datos que se tienen permiten distinguir a Cuajimalpa de Morelos por la explotación de la madera proveniente de sus grandes bosques.
El origen de los primeros pobladores de Cuajimalpa de Morelos es desconocido, dadas las características de su terreno, principalmente montañoso, en esta zona no se desarrolló un sistema agrícola propiamente dicho, lo que tampoco propició el establecimiento bien definido de grupos humanos. Sus escasos habitantes se dedicaban, sobre todo, a la recolección y labrado de madera.

Arrebatada al altépetl de Azcapotzalco hacia el año 1430 por el tlatoani mexica Itzcóatl, Cuauhximalpan fue transferida al control del altépetl de Tlacopan, quien estaba aliado a Tenochtitlan y Texcoco en la Triple Alianza, según se muestra en la página 5 del Códice Mendoza.

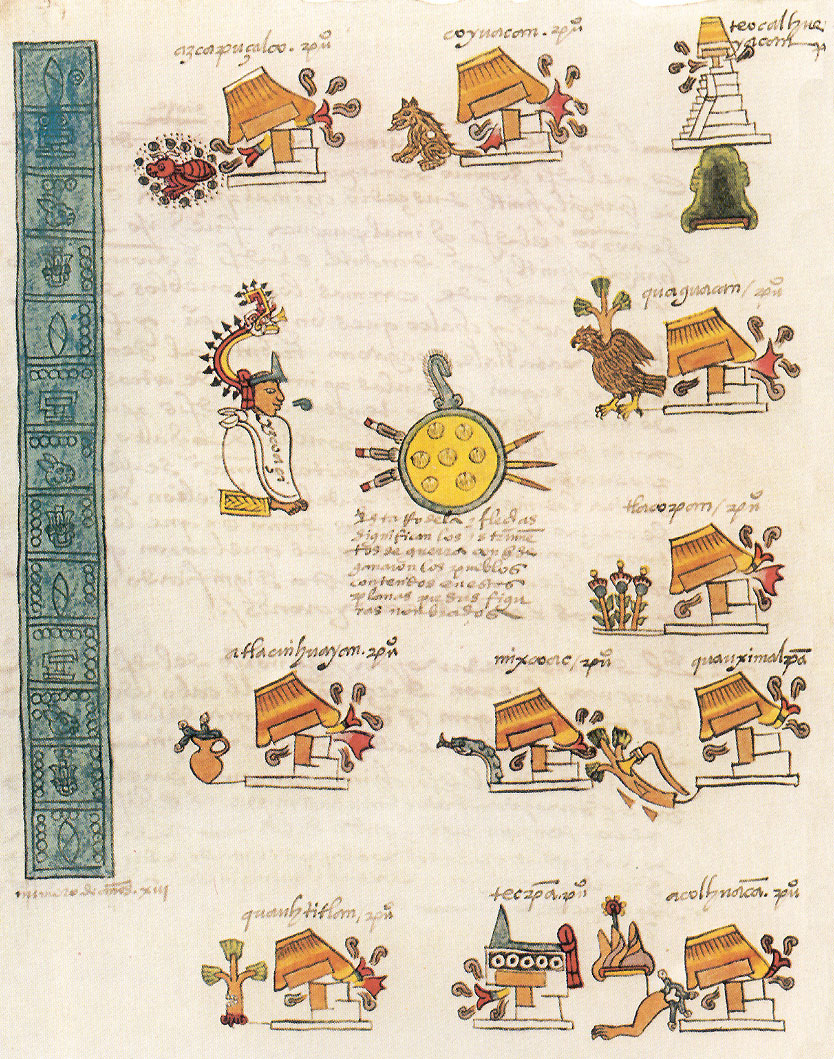

Luego de la conquista española el nombre del pueblo poco a poco pasó a ser Cuajimalpa por la eufonía del náhuatl al español, con diferentes grafías en esa lengua.
En 1604 se comenzó la construcción de un monasterio en el llamado Santo Desierto de Cuajimalpa o Desierto de los Leones, para alojar a los religiosos. Los gruesos muros de piedra podían separar este convento de carmelitas descalzos del cercano Cerro de los Ídolos, en el que abundaban las cavernas y donde moradores de los pueblos vecinos tenían lo que los cronistas llamaban "prácticas idolátricas".
Así mismo, la arquitectura colonial en Cuajimalpa se manifestó en la construcción de la Parroquia de San Pedro Cuajimalpa, entre los años de 1628 y 1755, en que se declaró formalmente terminada; sin embargo, aún sufrió varias modificaciones que la hicieron más grande; en 1785 se levantó una de sus torres (la que da al norte); la otra, orientada al sur, data de 1925.
La iglesia comenzó a funcionar como vicaría foránea dependiente de la parroquia de Mixcoac; entre sus tesoros artísticos se encuentran, un antiquísimo San Miguel y una Virgen de Guadalupe, copia fiel de la original, así como otros cuadros y esculturas. Otras actividades económicas importantes de este periodo fue la instalación a la orilla del Camino Real a Toluca, a la altura de Cuajimalpa, del local conocido como La Venta de Doña Marina, nombrado así por su antigua dueña, Marina Gutiérrez Flores.

### SigloXIX
En San Pedro Cuajimalpa existió una vieja posada para refugio de viajeros, la cual durante la independencia fue usada tanto por realistas como insurgentes, durante las fechas que rodean la batalla del Monte de las Cruces, y la posterior retirada de los insurgentes, en esta etapa se da en lo que hoy es una biblioteca pública y un pequeño museo a la memoria de Miguel Hidalgo y Costilla ubicada frente al jardín principal del pueblo llamado Jardín Hidalgo, la estadía del cura Miguel Hidalgo y Costilla junto con toda la plana mayor de los insurgentes, casa donde al parecer se dio la decisión de retirarse de la ciudad. En la calle José María Castorena, se ha señalado con una estatua de Hidalgo el supuesto sitio de esta decisión, supuestamente bajo el argumento de que desde este lugar se podía ver la Ciudad de México por completo.
Al consumarse la independencia estos pueblos pertenecieron tanto al Distrito Federal, como al Estado de México, quedando bajo la tutela de los pueblos de Tacubaya, San Ángel y Santa Fe, en diferentes épocas, lo cual no se consolidó sino hasta el imperio de Maximiliano, durante esta etapa es que tras la derrota de México en la guerra con los Estados Unidos, se da en el ya abandonado casco del Convento del Desierto de los Leones, una comida de felicitación por parte del ayuntamiento de la Ciudad de México a los invasores, con el motivo de agradecer el levantamiento topográfico del desagüe de Huehuetoca que hizo su equipo topográfico.
En 1862 se dio la creación del municipio de Cuajimalpa de Morelos y se consolidó el carácter del territorio, con la compra por parte de los vecinos, de las tierras que conforman las hoy zonas residenciales de Las Lomas.
Durante la intervención francesa y el Segundo Imperio Mexicano el vecino del pueblo de Acopilco, Pedro García Salgado (1821-1895), integró en 1866 el “Batallón de Cazadores de la Montaña”, el cual se distinguió en acciones de guerra y la toma de la Ciudad de México.

### SigloXX
Cuajimalpa fue considerada como municipio hasta el año 1928, ya que a partir del 1 de enero de 1929 se convirtió en una Delegación del Distrito Federal. 
Durante el siglo XX, se tienden dos líneas de ferrocarril por su territorio, una de la estación San Lázaro en la Ciudad de México a Toluca, y otra que va de La Venta a la plaza de Cartagena "Hoy Charles de Gaulle" en Tacubaya y que servía para abastecer de madera a la fábrica de Loreto y Peña Pobre en San Ángel, para aprovechar las maderas que fueron durante siglos la razón de existir de los pueblos de la demarcación, para la fabricación de papel. Tras un descarrilamiento en 1953 las líneas fueron cerradas.
En la época porfirista, se introduce en 1898, el primer sistema de agua entubada al pueblo de San Pedro Cuajimalpa, hoy cabecera de Cuajimalpa, el alumbrado público con petróleo y hasta 1916 con electricidad. Hasta los años 80 se desarrolló la industria de la minería en la entidad, sobre todo de materiales para la construcción. De varias de estas minas se originó el literalmente hueco donde hoy se asienta el moderno desarrollo inmobiliario de Santa Fe. También se conoce algo de alfarería, del cual existen testimonios acerca de la existencia de un banco de barro rojo en lo que hoy es el Deportivo Morelos y en el cual podían hallarse figurillas prehispánicas.
En 1917 se creó el parque nacional Desierto de los Leones, el cual fue el primero de su tipo en México. En este se encuentra un convento erigido por la orden de los Carmelitas Descalzos, hacia principios del siglo XVII. El Desierto de los Leones es llamado así por estar muy poco poblado, y por ser una donación de la familia de apellido Leones. El convento fue abandonado hacia 1798, debido a la existencia de constantes litigios por sus terrenos, con los pueblos vecinos y de Tacubaya, Santa Fe, Coyoacán y Santa Fe, además de las condiciones de frío extremas.
En la época revolucionaria, las poblaciones Montes y Valles de la delegación, se vieron envueltas sobre todo en las luchas entre zapatistas y carrancistas de esta época. En los habitantes del Contadero y San Pedro Cuajimalpa, queda el recuerdo de la amputación de una oreja a los varones del pueblo para poder distinguirlos de los carrancistas, además de otras atrocidades por parte de los zapatistas que eran dirigidos por el general Valentín Reyes Nava. Por otra parte se menciona que vecinos del pueblo dieron abrigo a Pancho Villa cuando escapó de la prisión de Santiago Tlaltelolco.
Durante el gobierno de Lázaro Cárdenas la ya denominada delegación, por la reglamentación del Distrito Federal de 1929, se inicia la expansión y creación de los desarrollos residenciales de alto valor y posteriormente bajo la guía de la familia del presidente Manuel Ávila Camacho, la cual compró grandes extensiones en las zonas cercanas como la Herradura, Interlomas, Bosques de las Lomas, Lomas de Chapultepec y Lindavista.
Desde los años ochenta a la actualidad, se han desarrollado grandes centros urbanos en Cuajimalpa, como Santa Fe y Parque de la Loma, los cuales nacieron en terrenos usados como minas y basureros expropiados para realizar obras de desarrollo económico y social. En 1970 se le denominó Cuajimalpa de Morelos.
Así en Santa Fe, en los 70 se desarrolló un proyecto de parques industriales, que incluía un Centro de Readaptación Social "CERESO", sobre los rellenos sanitarios los cuales cada noche son airados de sus gases provocando una atmósfera no muy agradable, en Parque de la Loma se intentó convertir el terreno en un campo de golf y residencial privado, pero por presión de ecologistas y comuneros de San Mateo Tlaltenango se declaró en 2010 zona ecológica protegida por el Gobierno del Distrito Federal.
La zona boscosa de La Venta está considerada por decreto presidencial como Zona Especial Forestal y de Repoblación Bosques Industriales. Aunque se ha querido desarrollar una zona residencial a expensas de los bosques en esta zona, grupos organizados de la sociedad civil, vecinos y especialistas en medio ambiente y conservación han logrado evitar esta clase de desarrollos.

## Geografía
La alcaldía tiene por colindancias, al poniente el municipio de Ocoyoacac, al norte con el de Huixquilucan y Naucalpan, los tres ubicados en el Estado de México, al norte colinda con la delegación Miguel Hidalgo y al oriente con las delegaciones Álvaro Obregón y Magdalena Contreras, con estas últimas comparte la cima del Monte de San Miguel (3800 m.s.n.m.), volcán extinto que es junto con los montes La Palma (3810 m s. n. m.), El Cochinito (3760 m.s.n.m.) y El Ángel (3330 m s. n. m.) las mayores alturas de la delegación es además un icono de la delegación, sobre todo por su relación con la imagen de San Miguel Arcángel de la parroquia del Pueblo de San Pedro Cuajimalpa, y por las pintorescas nevadas de su cima, la cabecera de la delegación se encuentra a una altitud de 2750 m.s.n.m. mientras el punto más bajo se sitúa a 2420 msnm en la frontera con la Del. Miguel Hidalgo.
La orografía es básicamente montañosa, con pocas zonas llanas.

## Clima
El clima de la delegación es bastante variado, en zonas bajas, cercanas a la delegación Miguel Hidalgo, el clima suele ser templado todo el año C(w2), por el contrario en las zonas intermedias y altas se tiene un clima de media montaña "C(E)(w2) y C(m)", su clima es semifrío con una temperatura promedio de 17 °C, con extremos en verano de 35 °C y de −3 °C en invierno, con lluvias todo el año, pero concentradas en verano.

## Hidrografía
Existen tres ríos principales el Río Borracho, que es un alimentador del alto Lerma en la Región Hidrológica N.º 12 Lerma-Santiago, que surte de agua tanto a Toluca como al Distrito Federal, mientras en la Región Hidrológica N.º 26 Pánuco el Río Santo Desierto, que desde su salida del Parque del Valle de las Monjas, es seriamente contaminado por descargas irregulares de aguas hervidas, de zonas populares y de lujo, hasta llegar al sistema de drenaje profundo en la Presa Mixcoac y el Río Tacubaya que sufre igual suerte que el anterior. Estos últimos durante siglos surtieron de agua a la Ciudad de México por el acueducto de Tacuba.
Los ríos pertenecientes a la cuenca 26 en su mayoría han sido entubados y usados actualmente como descargas de aguas negras como es el caso del río que nacía en San Pedro Cuajimalpa y corría por la calle José María Castorena, el río que corría por la calle Jesús del Monte o el río que bajaba por la barranca de Memetla y que fue entubado recientemente para usarlo como drenaje de la zona residencial de Santa Fe, estos ríos siguen siendo marcados como ríos en los planos del INEGI.
En concreto, la demarcación cuenta con:

Río Borracho, Oyametitla, Chamixto, Sta.Rita, Milpa vieja, La Diferencia, Tlapexco, Río Tacubaya, Huayatla, Atzoyapan, Los Helechos, La Cañada y Agua de Leones.

## Suelo de conservación

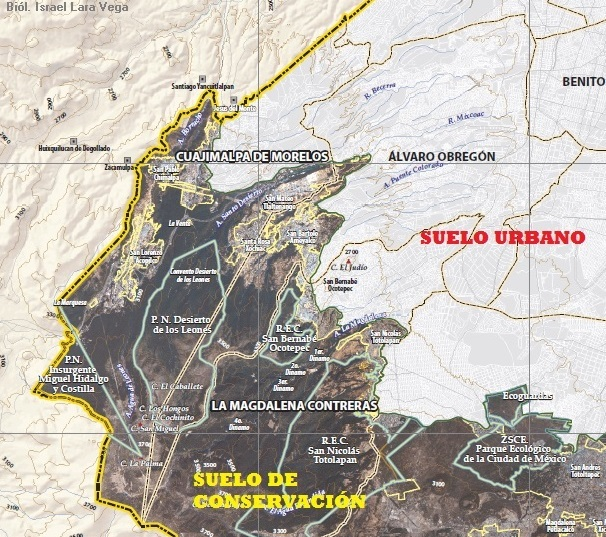
Suelo Urbano y Suelo de Conservación en la Ciudad de México.

El 70 % de la superficie de la delegación Cuajimalpa de Morelos está catalogado como suelo de conservación y representa el 7.5 % del suelo de conservación total en la Ciudad de México. Dentro de este suelo se ubican dos parques nacionales.
El suelo de conservación provee a la zona y a la ciudad de grandes beneficios sociales y medioambientales, como son:
- Suministro de agua
- Reducción en los niveles de contaminación
- Reservorio de la biodiversidad
- Regulación del microclima de la región
- Retención de suelo y agua
- Producción agropecuaria y rural
- Posibilidades de recreación
- Valores escénicos y culturales

### Parques nacionales
Cuajimalpa posee y administra el Parque Nacional Desierto de los Leones, ubicado al suroeste de la Ciudad de México en las delegaciones Cuajimalpa y Álvaro Obregón, que abarca una superficie de mil 529 hectáreas de bosque de pino. El 27 de noviembre de 1917, el presidente Venustiano Carranza lo decretó como la primera Área Natural Protegida de México. 
Ambos parques cobran importancia para la Ciudad de México debido a que permiten la preservación de fauna, flora, así como de captación y retención de agua pluvial. Es decir Cuajimalpa es un lugar lleno de maravillas y cosas hermosas su explanada llena de color imagen vida amor y paz y tranquilidad.

### Bosques y Almacenamiento de carbono

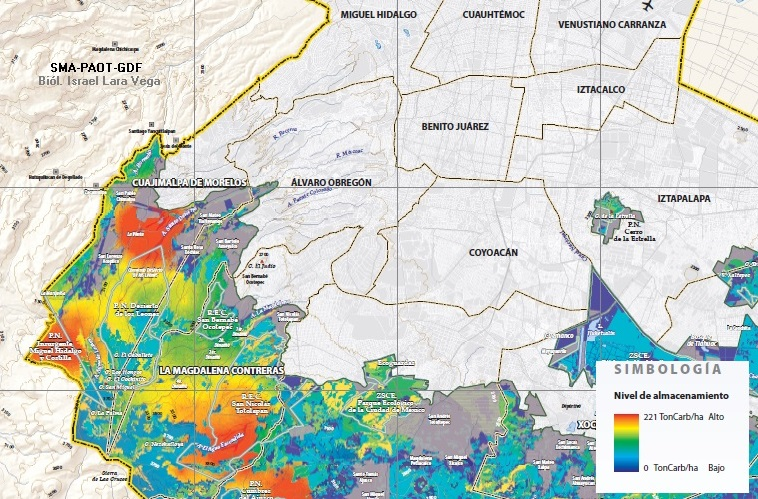
Almacenamiento de carbono en Cuajimalpa de Morelos.

La delegación Cuajimalpa de Morelos es la principal zona de almacenamiento de carbono de la Ciudad de México, lo que permite el combate eficaz del Calentamiento Global a causa del CO2 este tipo de gas de efecto invernadero.
La zona de preferencia para el turismo son el parque nacional Desierto de los Leones y el parque nacional Insurgente Miguel Hidalgo y Costilla conocido popularmente como La Marquesa, en el cual se realizan actividades de campismo, tirolesa, caminata, bicicleta de montaña y pesca en pequeños lagos, cabañas con asadores, áreas recreativas de convivencia familiar, etc.
Adicionalmente a esto y sobre todo en la zona circunvecina de San Mateo Tlaltenango y La Pila se están desarrollando una serie de campamentos de aventura o ecoturismo, los cuales entre otras actividades llevan a paseos por los senderos del parque del Valle de las Monjas o el Desierto de los Leones.

## Fiestas religiosas

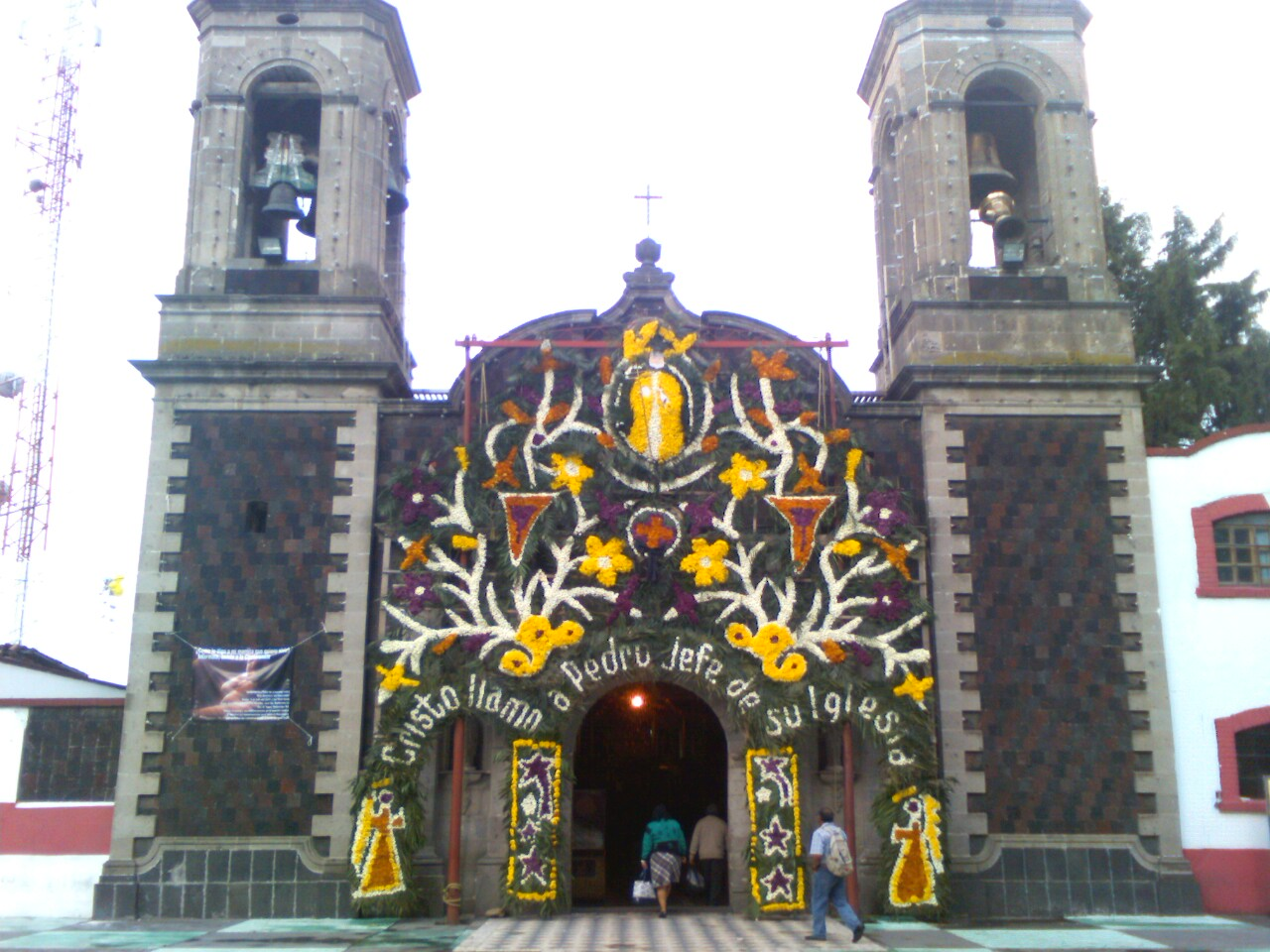
Iglesia de San Pedro Apóstol.

Dentro de las actividades culturales con fines religiosos realizadas durante el año en la demarcación sobresalen la representación de Semana Santa y que por asistencia solo es superada por la de Iztapalapa. Esta representación se lleva a cabo desde finales del siglo XIX y ha dado lugar a que en varios pueblos y colonias de la delegación se hagan representaciones similares pero más pequeñas, su característica particular es la "Cuelga de Judas Vivos" en donde hombres disfrazados de diablos (túnica roja, sobrero o cabellera de zacate, máscara y chicote hecho de cuero y piloa) salen desde muy temprano a "robar" en todos los puestos para después ser perseguidos por guardias y al ser atrapados se cuelgan frente al atrio y en la cual los judas deben regalar todos los artículos que hayas "robado",Y el "Sábado de Gloria" en la cual después de finalizar la famosa "Cuelga de Judas" cuelgan diablos hechos de cartón y fuegos artificiales, dichas figuras son encendidas y los judas (hombres disfrazados) tienen la misión de intentan apagarlo antes de que dicha figura termine de encender. Durante Semana Santa también se instala en varias de las calles que rodean la explanada delegacional (Juárez, José María Castorena, Veracruz) y se colocan varios escenarios alrededor del atrio y de la delegación, la "Feria de Semana Santa".
El Carnaval, en San Pedro Cuajimalpa, es la segunda fiesta religiosa más importante. Comienza nueve días antes, cuando los vecinos reciben la imagen procesional del santo patrón. El domingo de Carnaval salen bien temprano los “huehuenches”, vestidos y caracterizados de mujer bailando al compás de la música; hacen bromas a los vecinos del pueblo sacándolos a bailar, pidiendo una contribución. Se queman cohetes y en la entrada principal del templo se coloca una portada de flores. De noche, los “toritos dorados” son "quemados" y de esta manera se agradece al santo patrón. En los alrededores se instala una pequeña feria con puestos de comida y juegos mecánicos.
Otras festividades son la del Día de la Candelaria, Viernes de Dolores en San Pablo Chimalpa, 4° viernes de Cuaresma en San Lorenzo Acopilco, Sagrado Corazón en San Mateo Tlaltenango y la de la Inmaculada Concepción el día 8 de diciembre en El Contadero donde los habitantes acostumbran colocar fogatas fuera de sus domicilios para recibir la peregrinación de la Virgen de la Inmaculada Concepción que sale por única vez en el año de la iglesia que lleva su nombre ubicada en la misma colonia.

## Desarrollo
Fue a partir de los años 90 y con la creación del desarrollo de Santa Fe, el cual comparte con la delegación Álvaro Obregón, cuando la delegación comenzó con una ola de desarrollo y expansión. Hoy en día es considerada una de las zonas con mayor progreso a corto plazo en el país. Esto se debe a que en ella se ubican varios corporativos de grandes empresas nacionales y extranjeras, así como edificios y conjuntos habitacionales destinados a satisfacer las necesidades de habitantes de poder adquisitivo alto. La zona cuenta además con restaurantes, bancos, centros comerciales, hospitales, agencias automotrices, clubes nocturnos e instituciones educativas.
Por otro lado, debido a su rápida expansión, Cuajimalpa de Morelos en conjunto con la zona poniente del Distrito Federal, se ha convertido en una zona de alto tráfico vehicular pues carece de vialidades y rutas de transporte público.
La delegación también carece de infraestructura hidráulica, por lo que la carencia de agua potable es constante entre la población a pesar de que Cuajimalpa de Morelos se ubica en la zona de mayor recarga de mantos acuíferos del Distrito Federal.

### Economía
La economía de Cuajimalpa hasta el primer cuarto del siglo XX, se basó en la explotación de los bosques, en forma marginal se daba la cría de borregos, agricultura de temporal y las actividades de hostelería en los pueblos cercanos al camino Real. Una economía paralela fue la producción de pulque, que se expendía en las postas, "de esta época queda el gentilicio de los habitantes de San Pedro Cuajimalpa, CHIMPERINOS, el cual se supone viene de que las maderas o ellos mismos servían para hacer las chinampas, que tanta fama dieron y dan a Tenochtitlán y Xochimilco".
Con la expansión de la ciudad, las minas de arena y grava, que se hallaban en su territorio, empezaron a tomar un valor económico tan alto que desplazaron a la silvícola, lo que además con la introducción del tren permitió que sus habitantes se desplazaran a la ciudad para vender su mano de obra en la ciudad, sobre todo en el servicio doméstico y la construcción.
En el aspecto industrial, Cuajimalpa no ha tenido un gran desarrollo, siendo la más importante la extinta fábrica de hongos, Monte Blanco, la cual por más de 50 años tuvo su asiento en las afueras del pueblo de San Pedro Cuajimalpa, y que debió ser reubicada en el Estado de México, por la presión de sus vecinos. Otras pequeñas industrias han tenido cabida en la delegación, como la confección de ropa, electrónica y la mueblera, la cual básicamente se ha retirado de la demarcación, por los costos de la tierra.
Desde 1988 se instaló en San Pedro Cuajimalpa una de las industrias farmacéuticas más importantes del país, Laboratorios Liomont S.A. de C.V.
Cuajimalpa en la actualidad ofrece trabajo básicamente en el área de servicios.

### Servicios
Cuajimalpa cuenta con una amplia variedad de servicios. Existen cinco centro urbanos destinados al uso comercial, llamados genéricamente mercados públicos, el más antiguo en el pueblo de San Pedro Cuajimalpa, sobre la Av. Veracruz, otros son el Mercado Rosa Torres, El contadero, El Huizachito y el del pueblo de San Mateo Tlaltenango. Se encuentran ubicados dentro de la delegación varios centros comerciales.
Restaurantes
Este aspecto es poco desarrollado, el área de mayor tradición se encuentra en la Venta, que atiende sobre todo al turismo local del Desierto de los Leones. El desarrollo de los centros comerciales de Santa Fe, Bosques, Duraznos y Lilas, introdujo los restaurantes de lujo a la zona. La gastronomía en Cuajimalpa es variada, cosmopolita e internacional gracias a la gran cantidad de corporativos y residenciales, brindando una amplia gama de comidas típicas, antojitos mexicanos, taquerías, etc.
Turismo
La zona de preferencia para el turismo son el parque nacional Desierto de los Leones y el parque nacional Insurgente Miguel Hidalgo y Costilla conocido popularmente como La Marquesa, en el cual se realizan actividades de campismo, tirolesa, caminata, bicicleta de montaña y pesca en pequeños lagos, cabañas con asadores y áreas recreativas de convivencia familiar.
Hoteles

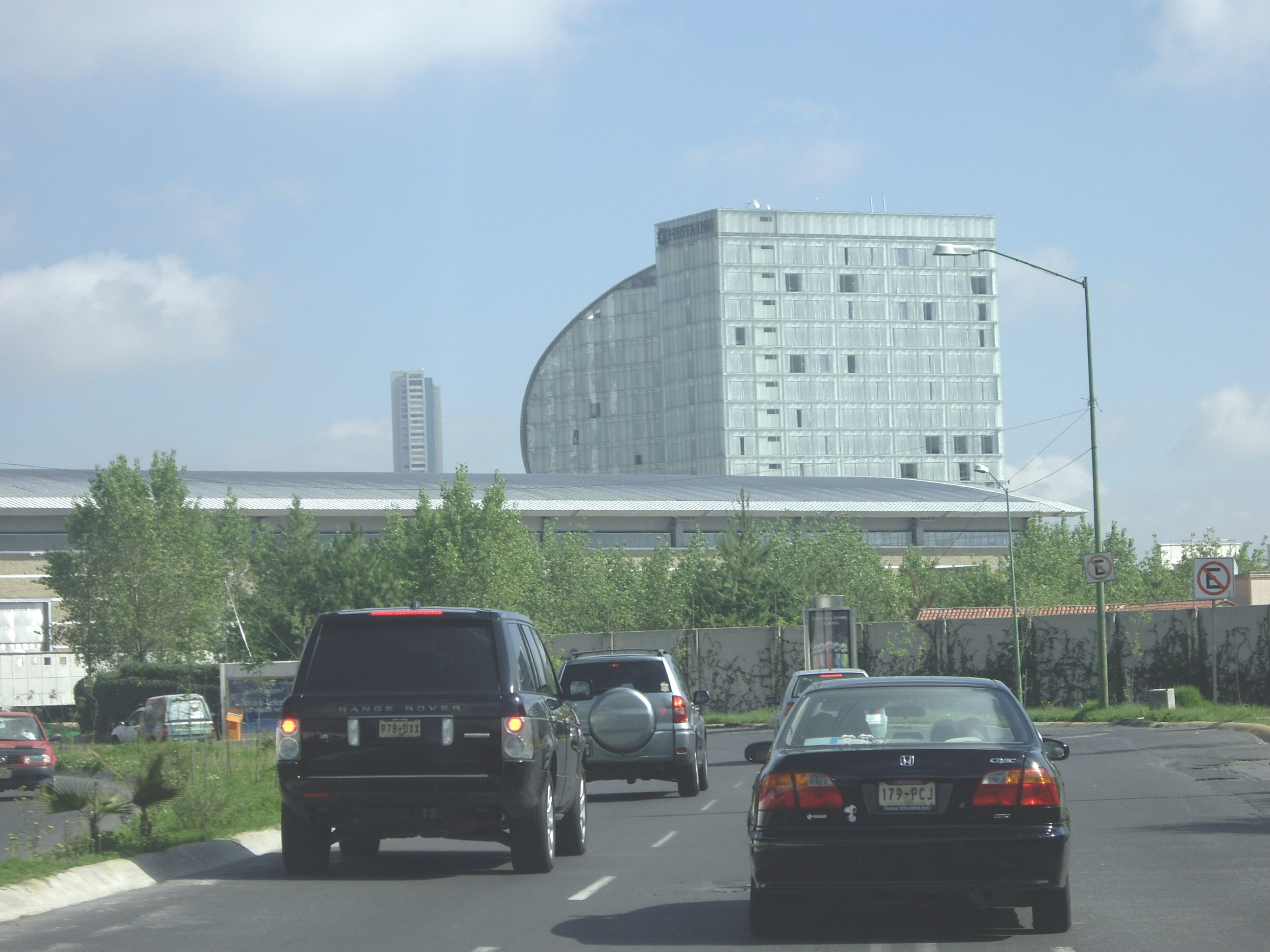
Fiesta Inn y Camino Real Santa Fe.

En la delegación no existen Hoteles turísticos, estos se hallan en la parte de Santa Fe que corresponde a la delegación Álvaro Obregón. pero en esta zona la industria hotelera se ha desarrollado últimamente sobre todo para los negocios y resulta ser un nuevo atractivo de la zona, tomando en cuenta que en Santa Fe se ubican centros de negocios. Los hoteles más antiguos y tradicionales de Cuajimalpa, son los hoteles de paso que se ubican sobre la ex carretera Federal México-Toluca.
Instituciones educativas
Algunas de las escuelas privadas destacadas de la alcaldía son:
- Colegio Atid
- Colegio Eugenio de Mazenod
- Colegio Eton
- Colegio Franco Inglés
- Colegio Hebreo Tarbut
- Colegio Israelita de México ORT
- Colegio Merici
- Comunidad Educativa Tomás Moro - Campus Maguey
- Del Bosque International School
- Instituto Cumbres Bosques
- Oak’s Leadership School
- Peterson School – Campus Cuajimalpa
- Pinecrest International School
- Northridge School México
- Westill Institute

Preescolar
- 26 preescolares públicos siendo el José María Pino Suárez el más antiguo.[23]
- 4 CENDIS Centro de Desarrollo Infantil.[23]
- Preescolares privados existen en un número indeterminado.[23]

Primarias
- 31 primarias públicas (algunas con dos turnos y algunas con turno nocturno para trabajadores) siendo la más antigua la escuela Ramón Manterola.[24]
- Primarias privadas existen en un número indeterminado siendo la más antigua la Vista Hermosa.[24]

Secundarias
- 9 escuelas secundarias públicas, 4 generales, 2 técnicas, 2 telesecundarias, 1 para trabajadores, de estas la más antigua es la N.º 19 Dolores Ángela Castillo.[25]
- Secundarias privadas existen en un número indeterminado.[25]

Educación media superior
Instituciones de educación media superior públicas, existen solo cuatro; la Preparatoria 'Josefa Ortiz de Domínguez,; CONALEP Santa Fe; Colegio de Bachilleres 8 y el CETIS 29. En cuanto a las instituciones de educación media superior privada existen varias, de las cuales la más antiguas son los colegios hebreos y el Instituto Cumbres.
Educación superior
Las instituciones de educación superior, habían sido escasas, un centro de extensión de la Facultad de Medicina la UNAM, es la más antigua en la entidad, también sobresalen la Universidad Iberoamericana, el CIDE "Centro de Investigación y Docencias Económicas", el Tec de Monterrey y la más reciente UAM ubicada en Santa Fe. También se encuentra la Universidad del Adulto Mayor, en la cual se imparten cursos de cultura física, computación, entre otras actividades.
Bibliotecas
La delegación cuenta 10 bibliotecas públicas, de las cuales la ubicada en la cabecera es la más grande (la cual lleva el nombre de la fundadora de la Escuela Secundaria 19: profesora Dolores Castarrica), aunque dirigida a un público de nivel secundaria. En 2011 se agregó una biblioteca con facilidades digitales llamado El Faro del Saber Cuajimalpa Manuel Gómez Morín.
Centros culturales
Centro Cultural Nacional Pedro Infante en Cuajimalpa
Lupita Infante destacó que este Centro Cultural Pedro Infante, es el primero que se construye en todo el país, con el objetivo de acercar a las nuevas generaciones al ídolo de México, a través de distintas actividades como la música, el cine y la actuación ya que se impartirán talleres entre los que destacan canto, pintura y expresión corporal.
Además, este museo cuenta con dos salas de cine y el público podrá disfrutar de las películas del ídolo de México, señaló, al destacar que para su papá Cuajimalpa fue la zona más querida del Distrito Federal, pues en esta delegación, el actor construyó la casa donde vivió los últimos años de su vida.
Cuajimalpa cuenta con once Centros de Desarrollo Comunitarios, dos centros culturales y solo el Museo Miguel Hidalgo y Costilla, ubicado en una construcción al lado de la ubicación real donde estuviera la casa donde se hospedó Hidalgo luego de la Batalla del Monte de las Cruces.
Hospitales y Centros Médicos
Con seis Centros de Salud de la Secretaría de Salud, el Hospital de Materno Infantil El Contadero, La Clínica 42 del I.M.S.S., así como 6 consultorios médicos uno de ellos odontológico y otro especializado en medicina del deporte, 7 consultorios de la Secretaría de Salud de la Ciudad de México la salud pública es atendida en la demarcacaión. Entre las instituciones privadas destacan el Hospital ABC de Santa Fe o la Clínica de Rejuvenecimiento Plasma Therapy M&I.
Centros religiosos
Los templos de culto católico de cada pueblo son los más característicos de la demarcación, estos pertenecientes a la arquidiócesis Primada de México en su II Vicaria nombrada "Cristo Rey", existen además templos de otros cultos cristianos como evangelistas, bautistas y mormones.
Panteones
Cuajimalpa cuenta con 5 panteones ( "El Calvario" en San Pedro Cuajimalpa y los cominunitarios de los pueblos de San Pablo Chimalpa, San Lorenzo Acopilco, San Mateo Tlaltenango y el de la colonia Zentlapatl) y un crematorio público, además de varios velatorios privados como el Gayosso Memorial de Santa Fe.
Transporte
Cuajimalpa tiene como acceso principal la carretera federal México-Toluca, que entre el kilómetro 13 y el 21 "Puente del Contadero", recibe el nombre de "Prolongación Paseo de la Reforma", No obstante en formas secundarias, las autopistas de cuota "Chamapa-La Venta" y "Toluca-México" ayudan al tráfico particular y de autobuses foráneos, ya que el transporte público de pasajeros, se limita a la federal y a calles secundarias. De las empresas de transporte, la de Monte de las Cruces(Ruta 114), es la más antigua con más de 50 años de servicio, y la cual es un símbolo de la delegación., no obstante existe una oferta variada debido a la demanda de la zona principalmente para acceder a 3 estaciones del metro importantes pero cercanas de manera relativa(Tacubaya, Chapultepec y Observatorio) por medio de las rutas 2,4,5 y 76. Las cuales cubren incluso derroteros metropolitanos o de largo recorrido como la ruta hacia "Marquesa-Salazar", recientemente la Ruta operada por ruta 2, km. 13, Zócalo/La Villa/Indios Verdes fue reordenada para que entrara en servicio el corredor vial reforma con autobuses de nueva generación, paralelamente algunas otras rutas como la 5 están planteando la posibilidad de reorganizarse en corredores de transporte para eficientar y mejorar el servicio.
También existen rutas de la paraestatal RTP con servicio corriente y expreso(En este caso las rutas corrientes sirven a la zona popular y en parte a la zona de Santa Fe) existiendo la ruta La Villa-Centro Comercial Santa Fe en variantes comunes y expresas con ramales por paseo de la reforma o Av. Palmas, Recientemente esta última puso en marcha un sistema de transporte público destinado a servir a los miles de empleados de la zona comercial y corporativa de Santa Fe donde destaca el sistema de transporte ecológico denominado ECOBUS donde su principal ruta es Línea 1 eco BUS Ruta 34 A(Santa Fe -M. Balderas). servida por 30 Autobuses Hyundai propulsados a GNC.así como otro tanto de rutas que llegan a algunos pueblos de la delegación.
Por la topografía de la zona, Cuajimalpa no dispone de ningún medio de transporte masivo y cada vez se hace más necesario la implementación de nuevas rutas de transporte público. Con la construcción del Tren México-Toluca (cuya terminal se ubicará en Observatorio) se planteó la posibilidad de incluir una estación en Santa Fe, después de discutirlo, se aprobó que el servicio tuviese una estación en Santa Fe para servicio Suburbano con una tarifa especial para este fin. Cuenta también con el parque nacional Desierto de los Leones es uno de los parques nacionales con los que cuenta la Ciudad de México que tiene una extensión de 1,866 hectáreas comprendiendo en su territorio se protege una amplia variedad de pinos y especies animales. Un monasterio de la orden de los carmelitas descalzos se estableció en sus bosques debido a la paz y tranquilidad natural que imperaba en este lugar. Sirve como recreo y esparcimiento a la población vecina y de la capital.
Además de lo mencionado anteriormente, el Tren México-Toluca, conocido como "El Insurgente", ya cuenta con una estación en la zona de Santa Fe, misma que ofrece una alternativa de transporte masivo y una conexión ferroviaria más eficiente entre la estación Observatorio, ubicada en la cercana alcaldía de Álvaro Obregón. Este mismo funcionará como una combinación entre un servicio interurbano y uno suburbano, marcando así la primera vez en que se establece un sistema de transporte masivo ferroviario en la demarcación desde la cancelación del tranvía en 1954.
Asimismo, el 31 de agosto de 2024,se inaugura y abre al público la estación Santa Fe,misma que funge como terminal provisional hasta que se pueda concluir la construcción de las estaciones restantes en el territorio de la vecina alcaldía Álvaro Obregón.

## Administración pública

### Presidentes municipales, sin registros fidedignos
- (1861-¿?) Primer cuerpo municipal, presidente Ángel González con los señores Felipe Carmona, Juan de M. González, Secundino Vázquez, Pedro Cruz y Silverio Villanueva.
- (¿-?): Juan de Mata González.
- (¿-1883): Lucio Cortés.

### Presidente municipal y prefecto
- (1903-?): Enrique Rivera, con cargo de Prefecto.
- (1883-1910): Pedro Segura.

### Época revolucionaria, presidente municipal
- (1910-1913): Rómulo Luna.
- (1912-1913): José Ma. Leyva, nombrado por Madero.
- (1913-1914): Marcelino Nava, nombrado por Huerta.
- (1914-1915): Pedro Muciño, electo.
- (1915-1919): Maurilio Sánchez, nombrado por Carranza.
- (1920-1920): Margarito Vázquez, electo.
- (1921-1923): Enrique Segura, electo.
- (1923-1925): Jacinto Ortiz, electo.
- (1925-1929): Teófilo Sánchez, electo.

### Delegados nombrados por el presidente de la república
- (1929): Fermín López Urbina.
- (1929-1935): José E. Ancona.
- (1934-1940): Erasmo Reséndiz Sánchez.
- (1940-1946): Eulalio Cabañas.
- (1946-1964): J. Ascensión Almaraz Espinoza "Don Chon Almaraz".
- (1964-1970): Mario Ruiz Moreno.
- (1970-1976): Ramón Osorio y Carbajal.
- (1976-1980): Margarita García Flores.
- (1980-1982): Máximo Alberto Evia Ramírez.
- (1982-1988): María Inés Solís González.
- (1982-1987): Manuel Garza Caballero.
- (1988-1994): Margarita Peimbert Sierra.
- (1994-1997): María Elena Martínez Carranza.
- (1997): Jaime del Río Navarro.

### Delegados nombrados por el primer jefe de Gobierno del Distrito Federal
- (1997-2000): Jenny Saltiel Cohen.

### Jefes delegacionales
- (2000-2003):  Francisco de Souza Mayo
- (2003-2006):  Ignacio Ruiz López
- (2006-2009):  José Ledesma García
- (2009-2012):  Carlos Orvañanos Rea
- (2012-2015):  Adrián Rubalcava Suárez
- (2015-2018):  Miguel Ángel Salazar Martínez

### Alcaldes
- (2018-2024):  Adrián Rubalcava Suárez
- (2024): Carlos Alberto Gómez Hernández (Interino)
- (2024-2027):  Carlos Orvañanos Rea

### Relaciones Internacionales

#### Hermanamientos
- Saltillo, México (2010)
- Kurdistán,  Irak (2014)[45]
- Jilotepec, México (2017)[46][47][48][49][50][51][52][50][53][54][55][56][57][58][59][60]
- San Pedro Garza García, México (2023)[61]

#### Convenios
- Huixquilucan, México (2013)[62][63]
- Miguel Hidalgo, México (2019)[63]
- Acapulco, México (2023)[64]
- Zacatlán, México (2023)[65]